# بازتين
بازتين (بالفارسية: بازتین) هي قرية تقع في قسم ليراوي الأوسط الريفي (مقاطعة ديلم) في إيران. يقدر عدد سكانها بـ 29 نسمة بحسب إحصاء 2016.